# Alan Culpepper

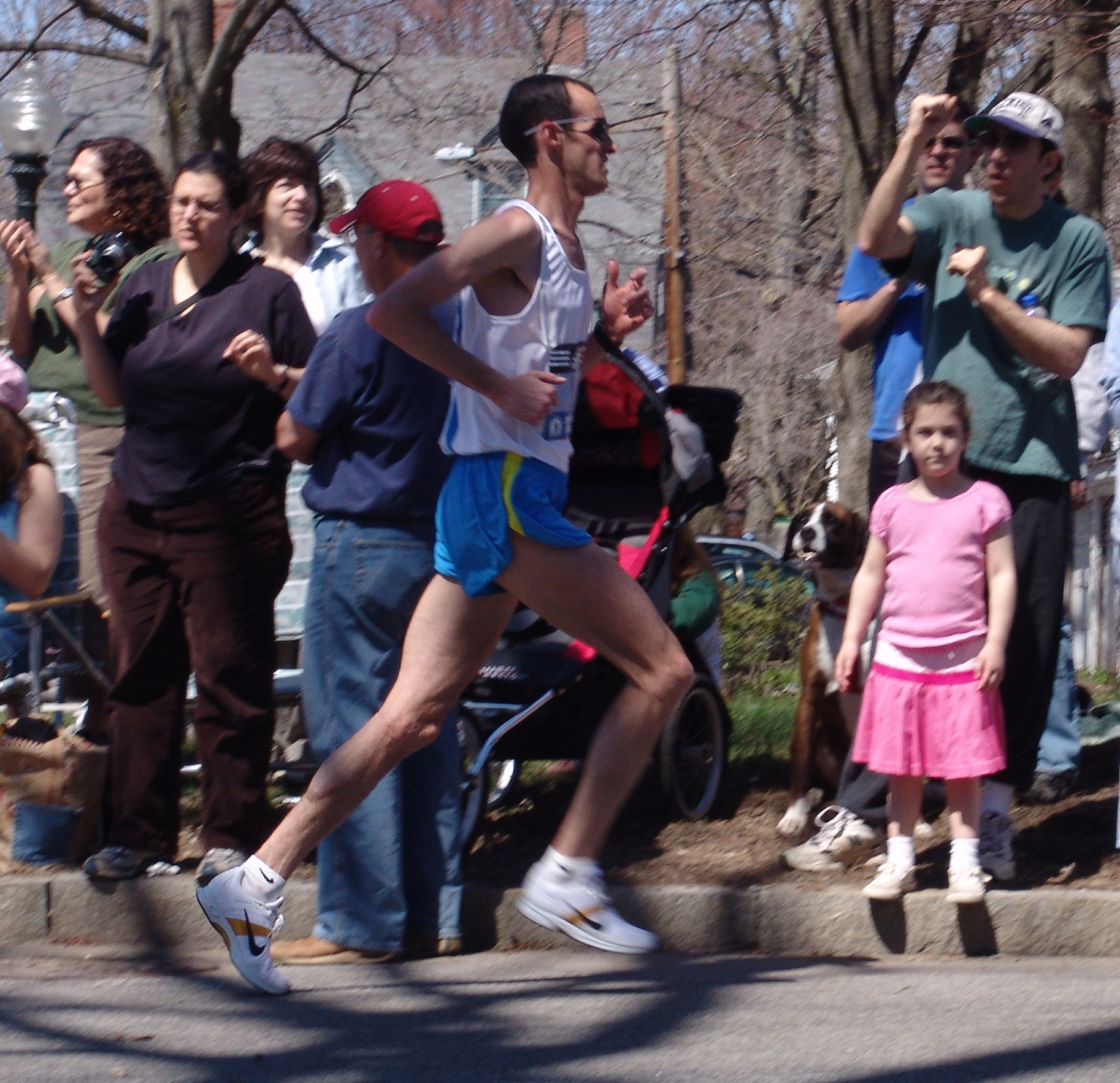
Alan Culpepper beim Boston-Marathon 2005

Alan Lawrence Culpepper (* 15. September 1972 in Fort Worth, Texas) ist ein ehemaliger US-amerikanischer Langstreckenläufer.
1997 schied er bei den Weltmeisterschaften in Athen über 5000 Meter im Vorlauf aus. 1999 belegte er bei den Crosslauf-Weltmeisterschaften in Belfast auf der Langstrecke den 21. Platz und erreichte bei den Weltmeisterschaften in Sevilla über 10.000 Meter nicht das Ziel. 2000 wurde er über 10.000 Meter Zweiter bei den US-Ausscheidungskämpfen (Trials) für die Olympischen Spiele in Sydney, fing sich aber dort eine Erkältung ein und schied im Vorlauf aus.
Bei den Weltmeisterschaften 2001 in Edmonton und 2003 in Paris/Saint-Denis kam er über 10.000 Meter auf den 18. bzw. 14. Platz. 2001 wurde er Zweiter und 2002 Dritter beim Jacksonville River Run. Bei seinem Debüt über die 42,195-km-Distanz wurde beim Chicago-Marathon 2002 Sechster in 2:09:41 h. 2004 gewann er die US-Trials für die Olympischen Spiele in Athen in 2:11:42 h und wurde im olympischen Marathon Zwölfter in 2:15:26 h. 2005 wurde er Zweiter Jacksonville River Run, Vierter beim Vierter und Zwölfter beim Chicago-Marathon. 2006 wurde er Fünfter in Boston, und 2007 kam er bei den US-Trials für die Olympischen Spiele in Peking nicht ins Ziel.
Nationale Titel errang er 2002 über 5000 Meter, 1999 und 2003 über 10.000 Meter und 1999, 2003 und 2007 im Crosslauf.
Alan Culpepper ist 1,85 m groß und wiegt 59 kg. Er graduierte an der University of Colorado Boulder 1995 in den Fächern Geographie und Soziologie und ist seit 1997 mit der Mittel- und Langstreckenläuferin Shayne Culpepper (geborene Wille) verheiratet. Das Paar hat drei Kinder und betreibt in Louisville, Colorado ein Sportgeschäft namens Solepepper.

## Persönliche Bestzeiten
- 1500 m: 3:38,64 min, 29. Juli 1999, Barcelona
- 1 Meile: 3:55,12 min, 25. Juli 1998, Edwardsville
- 3000 m: 7:47,30 min, 9. September 2001, Palo Alto
  - Halle: 7:50,53 min, 5. Februar 1999, New York City
- 5000 m: 13:25,75 min, 22. Juli 2005, London
- 10.000 m: 27:33,93 min, 4. Mai 2001, Palo Alto
- 15-km-Straßenlauf: 43:33 min, 9. März 2002, Jacksonville
- Marathon: 2:09:41 h, 13. Oktober 2002, Chicago